# كارول سماحة
كارول سماحة (25 يوليو 1972-)، هي فنانة لبنانية-مصرية متعددة المواهب، تجمع بين الغناء والتمثيل والأداء المسرحي. أطلقت حتى الآن ستة ألبومات غنائية، وتحمل شهادة ماجستير في التمثيل والإخراج حصلت عليها عام 1999 من جامعة القديس يوسف في بيروت.
حظيت مسيرتها الفنية بعدة جوائز وتكريمات، إذ نالت جائزة الموسيقى العربية كأفضل فنانة صاعدة عام 2004، إلى جانب فوزها بعدد من جوائز "الموريكس دور"، كما رُشّحت عام 2008 لجائزة أفضل فنانة عربية صاعدة ضمن جوائز MTV للموسيقى الأوروبية.
كانت كارول تُعرف كممثلة مسرحية كلاسيكية قبل اقتحامها عالم موسيقى البوب، حيث عملت عن قرب مع منصور الرحباني ومروان الرحباني. بدأت مسيرتها الغنائية بأغنية "بصباح الألف التالت" التي أطلقتها عام 2000.
في عام 2007، عادت إلى خشبة المسرح لتجسّد شخصية "زنوبيا" في المسرحية الرحبانية التي حملت الاسم ذاته. كما أسست في عام 2009 شركتها الخاصة للإنتاج الفني تحت اسم "لاكارما". وفي عام 2011، جسّدت شخصية الفنانة صباح في المسلسل الرمضاني "الشحرورة".
أعلنت في ديسمبر 2012 عن استعدادها لإطلاق ألبوم جديد، وفي العام التالي، شاركت في لجنة تحكيم النسخة العربية من برنامج "إكس فاكتور"، حيث تولّت تدريب فرق "يونغ فاروز"، "مرايا"، و"LES BLEDARDS NINJA". كما قدمت عرضًا موسيقيًا بعنوان "السيدة" من إنتاج روتانا، والذي عُرض لأول مرة على مسرح كازينو لبنان خلال عيد الفطر في 10 أغسطس 2013.

## النشأة
وُلدت كارول سماحة في 25 يوليو 1972 في بيروت، لوالدها أنطوان سماحة من بلدة خنشارة في قضاء المتن، وهو قريب مباشر للسياسي اللبناني شفيق مبارك سماحة الذي هاجر من زحلة إلى كولومبيا في مطلع القرن العشرين، ووالدتها نهاد الحاوي من بلدة ضهور الشوير في المتن أيضًا. لديها شقيقان.
نشأت في بيئة عائلية ذات انتماءات سياسية مختلفة؛ فقد كان والدها ووالدتها يدعمان تيارات سياسية متباينة، وهو ما ساهم، بحسب ما ذكرت، في جعلها أكثر انفتاحًا على آراء الآخرين، مستفيدة من تلك التجربة في تكوين نظرة متوازنة وشاملة للحياة.
حاصلة على درجة الماجستير في الغناء والإخراج عام 1999

## مسيرتها الفنية
بدأت حياتها العملية كممثلة في المسرح كان تعرفها على منصور رحباني نقطة تحول في حياتها حيث تحولت من الدراما إلى المسرح الغنائي كان أول ألبوم لها باسم «حلم» عام 2003 وحصلت على لقب أفضل مغنية لعام 2004 من آراب ميوزيك اورد بدبي، كما فازت بجائزة الميروكس لعام 2010 لأفضل ألبوم عن ألبوم حدودي السما حيث نفت «ألينور لاستنيم» كل ما يتعلق بالأخيرة من ألحان الألبوم وعن مساندة عالم الغناء العربي. أعلنت عن حصولها على الجنسية المصرية في مطلع عام 2019

### البدايات
كانت بداية كارول سماحة في مجال الفن مع الفنان الموسيقار الراحل منصور الرحباني في بدايته على المسرح بعام 1999 لفتت انتباه أكبر الموسقيين في لبنان، بدأت في عام 2003 بـ ""أغنية الطفولة"" وغنت بها
اعتبرت كارول سماحة التي انشاءت البومات متعددة مثل حلم أغنية الطفولة اضواء الشهرة انا حرة حدودي السما واشتهرت في المسرح بالمسرحية الغنائية آخر أيام سقراط وفي سينما بحر النجوم وفي التلفزيون حواء عبر التاريخ والشحرورة عن صباح، أغنية التي اشتهرت بدفاعها عن الطفل العربي أغنية الطفولة ولفتت انتباه الجميع في "" صباح الالف الثالث مع نفس الموسيقار وكاتب أغاني الكبير منصور الرحباني اشتهرت بهذه الأغنية عن الاخوة المسلمين والمسيحيين وفي نفس العام بعد اعمالها مع منصور الرحباني في ألبوم ""حلم"" اشتهرت كارول أكثر في البومه "" اضواء الشهرة"" واخره أشهر البوماته الفنية ""حدودي السما"".

## مشاركتها كعضوة في لجنة التحكيم
2013: شاركت في برنامج ذا إكس فاكتور آرابيا في موسمه الثالث بجانب اليسا وحسين الجسمي ووائل كفوري

## الحياة الشخصية
في 1 نوفمبر 2013، تزوجت كارول سماحة من رجل الأعمال المصري وليد مصطفى رئيس مجلس إدارة قنوات «النهار» وصاحب جريدة اليوم السابع في حفل مدني أُقيم في ليماسول،  قبرص حيث ارتدت فستان زفاف من تصميم زهير مراد، وذلك بعد علاقة دامت 18 شهرًا وخطوبة قصيرة. وفي 31 أغسطس 2015، أنجبت كارول ابنتهما "تالا".
تعتنق كارول سماحة الديانة المسيحية المارونية، وتحمل الجنسيتين اللبنانية والمصرية. ومنذ عام 2014، تقيم في مصر مع زوجها.
في 9 مايو 2025، توفي زوجها بعد صراع مع المرض، نعت كارول سماحة زوجها وكتبت عبر حسابها بموقع فيس بوك: "«إِنَّا لِلَّهِ وَإِنَّا إِلَيْهِ رَاجِعُونَ.. فقدتُ اليومَ زوجي وحبيبي الدكتور وليد مصطفى بعد رحلة طويلة من الصراع مع المرض. لم أرَ في حياتي مَنْ آمن بالنضال مثلك وليد.. حبيبي، خسرتُ جسدَكَ لكنَّ روحَكَ ستظلُّ قدوة لي. لن أنسى وصيتَكَ، وستبقى ذكراكَ ناراً في قلبي... حتى نلتقيَ حيثُ لا ألمَ ولا بكاء ولا فراق».

## جوائز
نالت كارول العديد من الجوائز التي تعكس تعدد مواهبها ونجاحها في مجالي الغناء والتمثيل، ومن أبرز هذه الجوائز:
- اكتشاف العام (تمثيل وغناء) – جائزة الموريكس دور عام 2000.[17]
- أفضل فنانة صاعدة – جائزة الموسيقى العربية لعام 2003 (أُقيم الحفل في مايو 2004 بدبي، وكانت هذه أول دورة للجائزة).[18]
- أفضل موهبة متعددة (تمثيل وغناء) – الموريكس دور عام 2003.[17]
- أفضل أغنية رومانسية لفنانة – عن أغنية "طلع فيي" – الموريكس دور 2003.[17]
- أفضل مغنية لبنانية – الموريكس دور عام 2007.[17]
- أفضل أغنية لبنانية – عن أغنية "يا رب" بالتعاون مع مروان خوري – الموريكس دور 2007.[17]
- أفضل ألبوم للعام – عن ألبوم "حدودي السما" (2009) – الموريكس دور في يونيو 2010.[19]
- أفضل فيديو كليب – عن أغنية "خليك بحالك" – في حفل الموريكس دور 2011.[20]
- أفضل مؤدية على المسرح في الشرق الأوسط – جائزة الموسيقى العالمية (World Music Award) في موناكو عام 2014.[21][22][23]

## أعمالها الفنية

### ألبومات
- حلم، 2003
- انا حره، 2004
- أضواء الشهرة، 2006
- حدودي السما، 2009
- احساس، 2013
- ذكرياتي، 2016
- Christmas Carole[24]، 2020
- مختلفة 2024[25]

### مقدمات المسلسلات
- 2016: مسلسل وعد - مسلسل سوا
- 2021: مسلسل ضد الكسر
- 2025: مسلسل بحبك أنا

### أغاني مصورة
- أغنية الطفولة (الطفل العربي) على يوتيوب (2002)
- حبيب قلبي على يوتيوب (2003)
- إتطلع فيي على يوتيوب (2004)
- حبيت دلوقت (2004)
- غالي علي على يوتيوب (2004)
- نزلت الستارة على يوتيوب (2005)
- أضواء الشهرة على يوتيوب (2006)
- زعلنى على يوتيوب (2006)
- إسمعني على يوتيوب (2007)
- جيت على يوتيوب (2008)
- ياما ليالي على يوتيوب (2008)
- علي على يوتيوب (2008)
- رجعالك على يوتيوب (2009)
- ذبحني على يوتيوب (2009)
- ما بخاف على يوتيوب (2009)
- أقول أنساك على يوتيوب (2010)
- خليك بحالك على يوتيوب (2010)
- المصري يا أبو دم حامي على يوتيوب (2011)
- وتعوّدت على يوتيوب (2012)
- إحساس على يوتيوب (2013)
- وحشاني بلادي على يوتيوب (2013)
- سهرانين على يوتيوب (2014)
- الشرق العظيم على يوتيوب (2015)
- هيدا قدري على يوتيوب (2016)
- مخلصة على يوتيوب (2017)
- إنسى همومك على يوتيوب (2018)
- صحابي على يوتيوب (2018)
- مبروك لقلبي على يوتيوب (2018)
- المطلقة على يوتيوب (2019)
- بالصدفة على يوتيوب (2019)
- مش هعيش على يوتيوب (2020)
- Bon voyage على يوتيوب (2020)
- قلبي وقع على يوتيوب (2020)
- شكراً على يوتيوب (2021)
- يا شباب يا بنات على يوتيوب(2021)
- أجازة على يوتيوب(2022)
- مغرومة بمين على يوتيوب(2022)
- فوضى على يوتيوب(2022)
- نسخة منّي على يوتيوب(2023)
- بوسة على يوتيوب(2024)
- أضحك يا قلبي على يوتيوب(2024)

### مسرحيات غنائية
- آخر أيام سقراط، 1998
- أبو الطيب المتنبي، 2001
- ملوك الطوائف، 2003
- زنوبيا، 2007

### مسلسلات
- الشحرورة، 2011
- جردينيا

### أفلام
- بالصدفة، 2019

## وصلات خارجية
- الموقع الرسمي
- كارول سماحة على موقع IMDb (الإنجليزية)
- كارول سماحة على موقع الدهليز
- كارول سماحة على موقع قاعدة بيانات الأفلام العربية
- كارول سماحة على موقع ميوزك برينز (الإنجليزية)
- كارول سماحة على موقع قاعدة بيانات الفيلم (الإنجليزية)